# Pinedale, Wyoming
För andra betydelser, se Pinedale.
Pinedale är en småstad i västra delen av delstaten Wyoming i USA och är huvudort i Sublette County. Staden hade 2 030 invånare vid 2010 års folkräkning och är därmed den största orten i det glesbefolkade countyt.
Ortens främsta näringar är de närliggande naturgasfälten och jaktturism i området omkring bergskedjan Wind River Range.

## Kommunikationer
Pinedale ligger vid U.S. Route 191, som sammanbinder orten med Jackson Hole-dalen åt nordväst och i sydlig riktning ansluter till motorvägen Interstate 80 vid Rock Springs.